# Canthon substriatus
Canthon substriatus là một loài bọ cánh cứng trong họ Bọ hung (Scarabaeidae).